# Reciclaje textil

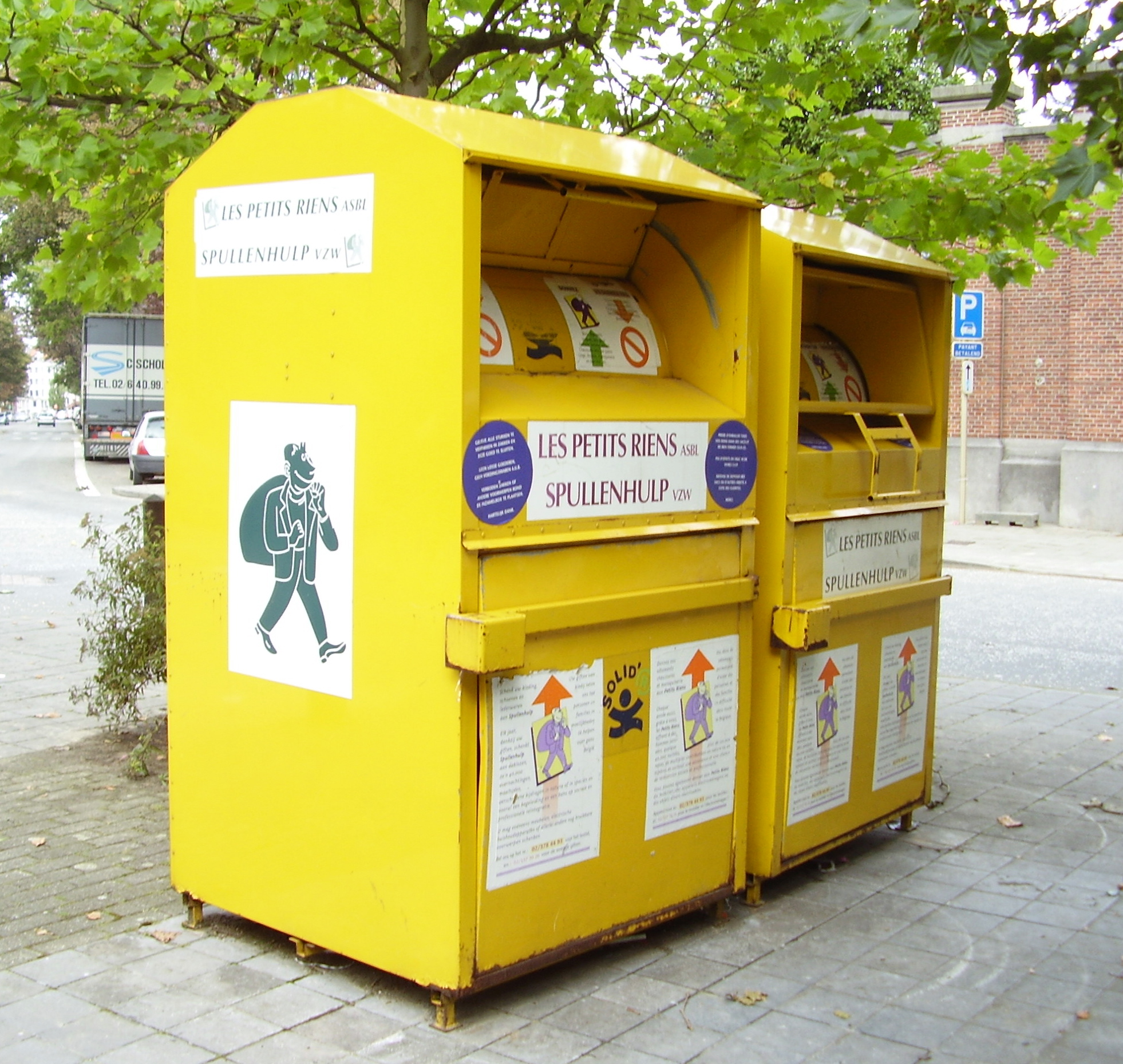
Punto de reciclaje textil.

El reciclaje textil es el método de reutilización o reprocesamiento de ropa usada, material fibroso y restos de ropa del proceso de fabricación. Los textiles en los residuos sólidos urbanos se encuentran principalmente en ropa desechada, aunque otras fuentes incluyen muebles, alfombras, neumáticos, calzado y bienes no duraderos, tales como sábanas y toallas.

## Categorías de reciclaje de textiles y piel
- Bolsas usadas y recicladas.
- Empleo en el reciclaje textil.
- Reciclaje de alfombras.
- Reciclaje de algodón (algodón).
- Reciclaje de arpillera, yute y sisal (arpillera, yute y sisal).
- Reciclaje de espuma de poliuretano (espuma de poliuretano).
- Reciclaje de lana (lana).
- Reciclaje de nailon y fibra de nailon (nailon).
- Reciclaje de poliéster y fibra de poliéster (poliéster).
- Reciclaje de otra fibra sintética.
- Reciclaje de piel.
- Ropa usada.
- Ropa x ropa.
- Trapos y limpiadores (Rags and Wipers).
- Trapillo.

## Trapillo
El trapillo (también llamado totora) es un material reciclado proveniente de los excedentes textiles de la industria de la confección, que se presenta en bobinas de cinta de algodón de unos 3/4 cm de ancho para tejer lana.